# ビヤルクタンガール灯台
ビヤルクタンガール灯台（ビヤルクタンガールとうだい、Bjargtangar lighthouse）は、アイスランド北西部のラゥトラビャルグの崖の上にある灯台である。アイスランド最西端にあり、アイスランドをヨーロッパの一部と考えると、ヨーロッパで最も西にある灯台となる。灯質はFl(3) 15 sである。

## 歴史
ビヤルクタンガール灯台は、1913年に設立された。現在のものは1948年に建てられた。高さ6メートルの2階建てコンクリート造で、全体が白色に塗られている。発光器は2階にあり、海に面している。高い崖の上にあるため、光の焦点面は海面より60メートル上にある。設置場所は観光客に公開されているが、アクセスは難しい。